# أحمد أبو علي
أحمد أبو علي هو مذيع في قناة الميادين وممثل وممثل صوت لبناني.

## فيلموغرافيا

### أدوار الدبلجة
- المختار الثقفي - مصعب بن الزبير (الصوت الأول)
- وقت المغامرة - جايك الكلب (الموسم الأول والثاني)
- كامب لازلو - راج (الصوت الأول)، الممرض (في حلقة صديقي الطفيلي)